# Kriton von Pieria
Kriton von Pieria war ein griechischer Geschichtsschreiber.
Kriton ist nur aus der Suda bekannt, einem mittelbyzantinischen Lexikon aus der Zeit um 970 n. Chr. Demzufolge stammte er aus Pieria, einer Stadt in Makedonien, und verfasste folgende Werke:
- Παλληνικά, Pallenika, Über Pallene (bzw. Geschichte Pallenes)
- Περσικά, Persika, Über Persien (Geschichte Persiens)
- Σικελικά, Sikelika, Über Sizilien (Geschichte Siziliens)
- Συρακουσῶν περιήγησις, Beschreibung von Syrakus
- Συρακουσῶν κτίσις, Die Gründung von Syrakus[2]
- Περὶ τῆς ἀρχῆς τῶν Μακεδόνων, Über das Reich der Makedonen

Von den Werken ist nichts erhalten, auch keine Zitate oder Bezugnahmen in den erhaltenen Werken anderer antiker Autoren. Von den Werken das innovativste ist die Geschichte Pallenes: Es gibt nur einen anderen Autor, von dem ein solcher Titel überliefert ist, einen Hegesippos von Mekyberna, der im 4. Jahrhundert v. Chr. schrieb. Werke wie die genannten konnten in hellenistischer und römischer Zeit sowohl Rhetoren als auch Grammatiker oder Historiker verfassen.
Kritons Lebenszeit und damit auch die Abfassung seiner Werke können nur sehr spekulativ datiert werden. Felix Jacoby vermutete einen zeitlichen Bezug zu dem römischen Historiker Arrian (um 85–90 n. Chr. – nach 145/146), weil dieser sowohl über den Feldzug Alexanders des Großen als auch über die Diadochenkriege, von denen Kritons Über das Reich der Makedonen wohl ebenfalls handelte, und auch zur Geschichte Siziliens schrieb. Kritons Geschichte des makedonischen Reiches und seine Persika könnten darüber hinaus in der Zeit des römischen Kaisers Trajan aktuell gewesen sein, weil dieser 114–117 n. Chr. einen Eroberungszug im Osten führte, der explizit an denjenigen Alexanders des Großen anschloss (siehe Alexander-Imitatio, Trajans Partherkrieg). Dies ist jedoch Spekulation. Virgilio Costa gibt an, Kritons Zeit sei letztlich unbekannt, auch wenn man ihn vielleicht („mit viel Vorsicht“) aufgrund seiner literarischen Vielseitigkeit im 1. oder 2. Jahrhundert n. Chr. vermuten könnte.
Schon Karl Müller unterschied 1851 Kriton von Pieria von Titos Palladios Kriton, einem Leibarzt des römischen Kaisers Trajan, der sich auch als Historiker betätigte und ein Werk Getica über die trajanischen Dakerkriege schrieb. Die neuere Forschung weist gegen falsche Sicherheiten darauf hin, dass eine Identifikation zumindest „möglich“, wenn auch angesichts der mangelhaften Quellenlage „nicht zu empfehlen“ sei.